# 1749 en science
| Années de la science : 1746 - 1747 - 1748 - 1749 - 1750 - 1751 - 1752    |
| Décennies de la science : 1710 - 1720 - 1730 - 1740 - 1750 - 1760 - 1770 |

Cet article présente les faits marquants de l'année 1749 en science.

## Événements
- 7 février : patente de Marie-Thérèse sur la réforme de la faculté de médecine de Vienne sur le projet de son médecin néerlandais, Gerard van Swieten[1] nommé président perpétuel[2].
- 12 avril :
  - Euler publie dans une lettre à Goldbach [3]la première démonstration du théorème des deux carrés de Fermat.
  - ouverture de la bibliothèque circulaire Radcliffe Camera à Oxford[4].
- 29 avril[5] : Benjamin Franklin écrit des Observations et suppositions sur les phénomènes météorologiques dans lesquelles il propose que les nuages contiennent de l'électricité[6]. De 1749 à 1750, il réalise à Philadelphie des expériences sur l’électricité[7].
- 2 octobre : l'astronome Pehr Wilhelm Wargentin devient secrétaire perpétuel de l'Académie royale des sciences de Suède[8].

- Découverte en Sibérie près de Krasnoïarsk par le forgeron Yakov Medvedev d'une météorite de 680 kg[9], aujourd'hui dénommée météorite Krasnoïarsk (anciennement « fer de Pallas »). Elle est récupérée et étudiée par Peter Simon Pallas en 1772[10].

- Le chimiste William Brownrigg et le maître de forges Charles Wood font connaître les propriétés d'un nouveau métal, le platine[11].
- Le chimiste allemand Andreas Sigismund Marggraf obtient de l'acide formique en distillant des fourmis[12].

## Publications
- Jean le Rond D'Alembert : Recherches sur la précession des équinoxes et sur la nutation de l'axe de la Terre dans le système newtonien , Paris, juillet. Il propose la première solution analytique de la précession des équinoxes[13].
- Pierre Bouguer : La Figure de la terre, Paris, Jombert, 1749. Compte rendu de l'expédition géodésique au Pérou en 1736-1744.
- Georges Buffon : Histoire naturelle, volumes I à III, Imprimerie royale. (36 volumes de 1749 à 1789).
- Patrick d'Arcy : Réflexions sur le principe de la moindre action de M. de Mauperluis.

## Prix
- Médailles de la Royal Society
  - Médaille Copley : John Harrison

## Naissances

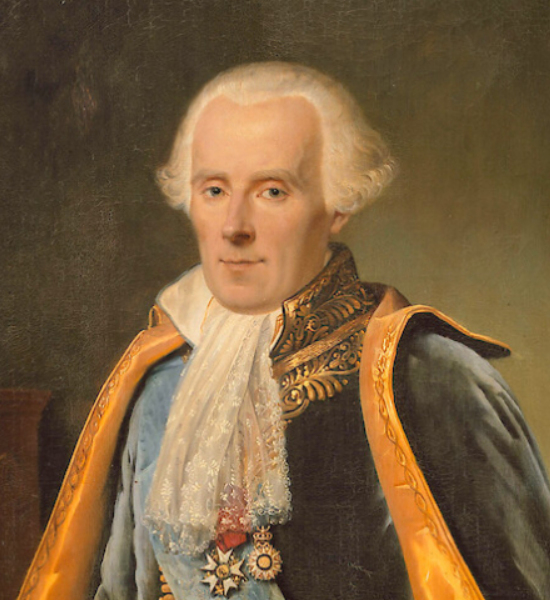
Pierre-Simon de Laplace

- 31 janvier : François-Joseph Denis (mort en 1832), sculpteur, architecte et géomètre belge.
- 23 mars : Pierre-Simon de Laplace (mort en 1827), mathématicien, astronome et physicien français.
- 13 avril : Jean Trembley (mort en 1811), mathématicien, philosophe et psychologue genevois.
- 6 avril[14] : Samuel Vince (mort en 1821), mathématicien, physicien et astronome britannique.
- 28 août : Johann Wolfgang von Goethe (mort en 1832), écrivain et homme d'État allemand, fortement intéressé par les sciences, notamment l'optique, la géologie et la botanique.
- 19 septembre : Jean-Baptiste Joseph Delambre (mort en 1822), astronome et mathématicien français.
- 10 octobre : Martin Vahl (mort en 1804), botaniste norvégien.
- 3 novembre : Daniel Rutherford (mort en 1819), médecin écossais.
- 17 novembre : Nicolas Appert (mort en 1841), inventeur français.
- 21 décembre : Alexandre-Ferdinand Lapostolle (mort en 1831), chimiste et physicien français.

## Décès

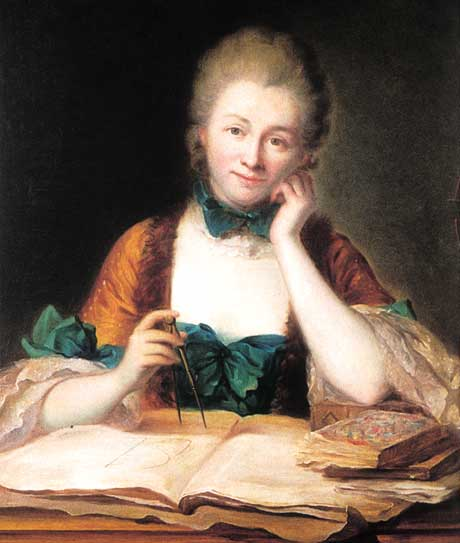
Émilie du Châtelet

- 6 avril : Antonio Schinella Conti (né en 1677), physicien, mathématicien, historien et philosophe italien.
- 3 juillet : William Jones (né en 1675), mathématicien gallois.
- 10 septembre : Émilie du Châtelet (née en 1706), mathématicienne et physicienne française.
- 23 décembre : Mark Catesby (né en 1683), naturaliste britannique.